# Énergie en Bretagne
Le secteur économique de l'énergie en Bretagne comprend la production locale et l’importation d’énergies primaires, leur transformation éventuelle en agents énergétiques secondaires, le transport de ces agents et leur consommation finale, ainsi que les flux d'importations et d'exportations d’énergies.

## Consommation
La consommation finale d’énergie en Bretagne se fait sous la forme de produits pétroliers (transport, chauffage, processus industriel, etc.), de gaz naturel (chauffage, industrie, habitat…), d'électricité (chauffage, habitat, industrie…) et  d'énergies renouvelables.

## Ressources énergétiques
En Bretagne se trouvent différentes ressources énergétiques, essentiellement renouvelables (éolien, hydrolien, hydrélectricité, solaire, biomasse). En revanche, le sol est très pauvre en énergie fossile : absence de pétrole, de charbon ou de gaz ; la tourbe a été cependant exploitée autrefois. L'uranium présent dans le sol a été exploité jusque dans les années 1980.

## Électricité

### Production
Au 31 décembre 2015, le parc installé en Bretagne est de 2,1 GW dont 63 % provenant d'énergies renouvelables. La production en 2015 a été 3,1 TWh, en hausse de 12,4 % par rapport à 2014, hausse principalement liée à la croissance du parc éolien et à la production thermique fossile.
La Bretagne ne produisait en 2008 que 8 % de l’électricité qu’elle consommait, puis 6 % en 2010. Mais entre 2000 et 2014, la production électrique a augmenté de 163 % couvrant ainsi 11,4 % de la consommation en 2013, 13 % en 2014 et 15 % en 2015. 
Cette électricité provient principalement de deux sources :
l'énergie marémotriceavec l'usine marémotrice de la Rance, d'une puissance de 240 MW, qui produit en moyenne annuelle 500 GWh soit 18 % de la production totale de la région ;
l'énergie éolienneavec 142 parcs éoliens terrestres, soit 505 éoliennes, d’une puissance totale de 826 MW à fin 2014.
Le site nucléaire de Brennilis dans le Finistère est une centrale à eau lourde dont la mise en production a commencé en 1962. Elle ne produisait que 70 mégawatts. Elle est en cours de démantèlement et ne produit plus depuis 1985. Le Projet de centrale nucléaire de Plogoff était d'une tout autre ampleur, la mobilisation de ses habitants ayant abouti à son abandon en 1981.
Il convient d'y ajouter les trois turbines à combustion installées par EDF sur le site de Brennilis, ainsi que les deux turbines à combustion de 85 MW chacune installées par EDF sur le site de Dirinon.
Dans le cadre du Pacte électrique breton, une centrale à cycle combiné au gaz est en cours de construction à Landivisiau d'une capacité de 422 MW. La centrale émettra une grande quantité de gaz à effet de serre (GES) ce qui en fait un projet très controversé à l'heure de la lutte contre le changement climatique. Le 14 mai 2019, lors de la présentation du Bilan énergétique 2018 pour la Bretagne, RTE a indiqué que la centrale est toujours en chantier et que les travaux de raccordement au réseau devraient démarrer « au second semestre 2019 ».
La répartition de la production électrique par filière, en Bretagne, a été la suivante :
| Production par filière               | 2012 | 2013 | 2014 | 2015 | 2016   | 2017   | 2018 | 2019   | 2020 |
| Éolien                               | 54 % | 56 % | 51 % | 53 % | 40 %   | 45,1 % | 40 % | 40,1 % | 50 % |
| Hydraulique                          | 23 % | 20 % | 22 % | 18 % | 12 %   | 16,9 % | 11 % | 10,5 % | 14 % |
| Thermique fossile                    | 11 % | 10 % | 12 % | 13 % | 37,5 % | 21,8 % | 38 % | 37,4 % | 21 % |
| Thermique renouvelable / Bioénergies | 6 %  | 8 %  | 9 %  | 10 % | 2,5 %  | 10,2 % | 3 %  | 2,9 %  | 9 %  |
| Photovoltaique / Solaire             | 6 %  | 6 %  | 6 %  | 6 %  | 8 %    | 6 %    | 8 %  | 9,1 %  | 6 %  |
| ------------------------------------ | ---- | ---- | ---- | ---- | ------ | ------ | ---- | ------ | ---- |

En 2015, l'augmentation du thermique fossile est en partie due à la baisse de la production hydraulique.
En 2016, des conditions de vent défavorables ont conduit à une diminution de 10,5 % par rapport à 2015, de la production issue de la filière éolienne. D'autre part, la mise en service de nouvelles entités de type cogénération conduit à une augmentation de la production thermique fossile.
En 2017, la région Bretagne a produit 3 432 GWh en hausse de 9 % par rapport à 2016. La production thermique fossile augmente nettement de 29,6 % à 748 GWh (hausse due entre autres à la vigueur de la vague de froid hivernale). Elle représente 22 % de la production totale de la région. La production d'électricité d'origine renouvelable (EnR) augmente également de 4 % à 2 564 GWh. Elle représente 75 % de la production totale de la région.
En 2018, la région Bretagne s’inscrit dans la tendance nationale avec une production d’électricité d’origine renouvelable (EnR) en hausse de 12 %12% de hausse : pas cohérent avec le tableau ci-dessus qui montre l'inverse[Information douteuse][source insuffisante] , due à l’installation de nouvelles capacités de production éolienne et solaire et à des conditions météorologiques plus favorables qu’en 2017. Si les énergies renouvelables ont fourni 75 % de l’électricité produite en Bretagne, celle-ci reste fortement importatrice en électricité.
En 2020, la Bretagne n'assurait la production que de 18,7% de ses besoins en électricité[réf. souhaitée]. La production d’électricité est en hausse de 10 %, principalement portée par l’augmentation de la production éolienne, grâce à une météorologie favorable. La Bretagne a produit 4,5 TWh d’énergie électrique, soit 20 % de sa consommation.

#### Hydroélectrique
| Nom                                   | Rivière   | Dpt | Turbines                           | Puissance | Production |
| ------------------------------------- | --------- | --- | ---------------------------------- | --------- | ---------- |
| Usine marémotrice de la Rance         | Rance     | 35  | 24 groupes bulbes                  | 240 MW    | 500 GWh/an |
| Usine hydroélectrique de Rophemel     | Rance     | 22  | 2 turbines Kaplan                  | 1,4 MW    | 4 GWh/an   |
| Usine hydroélectrique de Saint-Herbot | Éllez     | 29  | 3 turbines Francis (3, 2, et 1 MW) | 7 MW      | 13 GWh/an  |
| Usine hydroélectrique de Talhouet     | Blavet    | 56  | 1 turbine Kaplan                   | 0,3 MW    | ?          |
| Usine hydroélectrique de Saint-Aignan | Blavet    | 22  | 1 turbine Kaplan                   | 0,5 MW    | ?          |
| Barrage et usine de Guerlédan         | Blavet    | 22  | 4 turbines Francis                 | 15 MW     | 20 GWh/an  |
| Usine hydroélectrique de Pont-Rolland | Gouessant | 22  | 2 turbines Kaplan                  | 5,3 MW    | 5 GWh/an   |

#### Éolien
En 2015, la Bretagne a produit 1,65 TWh d'électricité d'origine éolienne, soit 8 % de la production totale en France, ce qui la place au 5e rang des régions (derrière les régions Grand Est, Hauts-de-France, Occitanie et Centre-Val de Loire). Elle possède le deuxième potentiel éolien de France. La préfecture et le conseil régional ont défini des zones de développement (ZDE) ainsi qu'un schéma régional éolien.
- Côtes-d’Armor : Caurel−Saint-Mayeux, Guerlédan, Le Haut-Corlay, Lanfains, Maël-Pestivien, Plestan, Plougras, Pluzunet, Pont-Melvez, Saint-Barnabé, Trébry…
- Finistère : Plouarzel, Plourin, Kérigaret (Mahalon, Guiler-sur-Goyen, Plozévet)…
- Ille-et-Vilaine : Trémeheuc, Iffendic, Grand-Fougeray… au total 18 éoliennes pour 31 MW en exploitation en 2008 et 28 éoliennes pour 50 MW en cours d’installation pour l’année 2008
- Morbihan : en 2006, Noyal-Pontivy Gueltas (6 éoliennes), Kergrist (11 éoliennes), Silfiac (4 éoliennes) et Langoëlan (2 éoliennes).

#### Photovoltaïque
Le solaire photovoltaïque (PV) installé en Bretagne a produit en 2015 187 GWh. Le potentiel est moins important que dans d'autres régions françaises mais la croissance des installations a été très importante depuis 2007 (doublement de la production en 2012). 
La région est aussi le siège du développeur de centrales solaires Armorgreen.

#### Cogénération

##### Bois-énergie
Plusieurs usines de cogénération bois-énergie sont en cours d'installation[Où ?][Quand ?]. Celle de Rennes située aux « Boëdriers », produit 83 GWh/an d'électricité depuis l'été 2013 (Source Dalkia[réf. incomplète]).

##### Biogaz
Depuis 2005, toutes les usines d'incinération (UIOM) sont équipées de génératrices de cogénération. La production s'établit à 80 GWh/an (source : énergie Bretagne ed2009[réf. incomplète]).
Les installations de cogénération biogaz se développent, particulièrement dans des grosses installations agricoles (serres, fermes), ou portées par des villes ou collectivités publiques.
Au 1er septembre 2012, 29 installations étaient en production.  
| Cogénération biogaz 2012 | Nombre | Energie primaire (tep) | Puissance électrique installée (KWe) | Production électrique (MWhe) |
| Côtes d'Armor            | 9      | 4716                   | 2715                                 | 20665                        |
| Finistère                | 5      | 1919                   | 380                                  | 3044                         |
| Ille-et-Vilaine          | 9      | 2544                   | 1070                                 | 8302                         |
| Morbihan                 | 6      | 6476                   | 3660                                 | 28771                        |
| Total                    | 29     | 15655                  | 7825                                 | 60782                        |
| ------------------------ | ------ | ---------------------- | ------------------------------------ | ---------------------------- |

Le bilan national méthanisation, de juillet 2011 à juillet 2013, de l'Agence de l'environnement et de la maîtrise de l'énergie, montre qu'avec 31 installations sur 239, la Bretagne est la région de France qui dispose du plus grand nombre d'unités de cogénération biogaz identifiées, et qu'elles se situent majoritairement en milieu agricole.

### Consommation électrique
La consommation d’électricité en Bretagne était de 21,6 TWh en 2013, en augmentation de 21 % depuis 2003, soit très supérieure à la croissance de la consommation en France qui n'est sur cette période que 5,7 %.
Sur la période 2006-2014, la consommation corrigée d’électricité en Bretagne était en augmentation de 9,9 %, soit une croissance plus rapide qu'en France, qui n'était sur cette période, que de 2,9 %.
En 2014, la consommation finale régionale était de 20,4 TWh, soit une baisse de 6,1 %, sous l'effet des températures douces.
En Bretagne, 73 % de l'électricité est consommée par des bâtiments résidentiels ou à usage tertiaire.
En 2011, 37 % des résidences principales (contre 31 % en France) se chauffent à l'électricité.
En 2015, la consommation finale régionale était de 20,8 TWh, soit une hausse de 2,4 %, sous l'effet, selon RTE, « de la croissance démographique et de l'attrait du littoral » (augmentation de 200 000 habitants). L'augmentation n'est que 1,8 %, en tenant compte des variations climatiques (hiver doux, mais plus long).
En 2016, la consommation finale régionale atteint 21,3 TWh. Elle augmente de 2,3 % par rapport à 2015. Corrigée de l’aléa climatique, la consommation finale est stable, bien que la population bretonne ait continué à augmenter (+0,55 %).
|                                                           | 2006   | 2011   | 2012   | 2013   | 2014   | 2015   | 2016   |
| --------------------------------------------------------- | ------ | ------ | ------ | ------ | ------ | ------ | ------ |
| Consommation annuelle (en GWh)                            | 19 549 | 20 233 | 21 092 | 21 723 | 20 391 | 20 843 | 21 317 |
| Consommation annuelle corrigée des variations climatiques | 18 935 | 20 725 | 20 860 | 20 994 | 20 840 | 21 146 | 21 040 |

Dans le cadre du Pacte électrique breton signé en 2010, les signataires (État, Région, ...) se sont engagés à diviser par 3 entre 2010 et 2020, la croissance de la consommation électrique en Bretagne.

### Importation et exportation
La Bretagne est très déficitaire entre son volume d'électricité consommé et celui produit sur place, ainsi de fortes quantités d'électricité consommées en Bretagne sont produites ailleurs en France.  Les gros sites de production les plus proches sont la centrale thermique de Cordemais dans l'estuaire de la Loire, et les centrales nucléaires de Flamanville (Cotentin) et Chinon (entre Angers et Tours). Si depuis 2008 la part des importations dans la consommation totale de la Bretagne s'est réduite grâce au développement des énergies renouvelables, la réduction en volume reste modeste en raison de l'accroissement de la consommation. La connexion entre ces deux sources extérieures a été renforcée en 2018 par l'ouverture d'une ligne à haute tension (225 000 volts) enterrée entre Lorient et Saint-Brieuc, ce qui permet aussi d'améliorer les conditions de raccordement des futurs parcs éoliens.

## Gaz
Le gaz peut être employé pour le chauffage des logements ou la mobilité sous forme de (bio-)GNV.

### Biométhane injecté
Le biogaz produit par méthanisation peut aussi être injecté dans les réseaux de transport de gaz naturel. Avant injection dans le réseau, le biométhane doit être épuré (élimination principalement, du CO2 et du H2S) et rendu compatible avec les exigences des réseaux de distribution de gaz naturel.
Début 2021, la Bretagne compte 29 unités de production de biométhane injectant sur le réseau de GRDF, dont 80% installées sur des exploitations agricoles.

### Autres gaz renouvelables
Il existe des projets de production de gaz à partir d'autres ressources renouvelables, par exemple la pyrogazéification.

### Sources et bibliographie
- Les chiffres clés de l’énergie en Bretagne, 2009, édition GIP Bretagne environnement, 19 pages, disponible en ligne.
- Le Pacte électrique breton, signé le 14 décembre 2010, Conférence bretonne de l’énergie lire en ligne.

Énergie éolienne  :
- Tableau de bord des projets éoliens dans le Finistère, 2009, éditeur Direction départementale de l'équipement et de l'agriculture du Finistère, 28 pages
- Schéma éolien du Pays de Saint-Brieuc, 2008, éditeur Pays de Saint-Brieuc, 89 pages
- Schéma d'implantation des éoliennes dans le Morbihan, septembre 2005 (1re édition avril 2005), préfecture et CAUE du Morbihan, 60 pages.